# (29578) 1998 FU53
A (29578) 1998 FU53 a Naprendszer kisbolygóövében található aszteroida. A LINEAR projekt keretében fedezték fel 1998. március 20-án.